# Ивана Николић (глумица)
Ивана Николић (Шабац, 26. април 1982) је српска позоришна и телевизијска глумица.

## Биографија
Рођена је 26. априла 1982. године у Шапцу. Завршила је нижу музичку школу за клавир и соло певање. Уписала је Факултет драмских уметности у Београду из трећег покушаја, а у међувремену је завршила прву годину лингвистике на Филолошком факултету. Дипломирала је у класи професора Владимира Јевтовића. У сталном је ангажману Београдског драмског позоришта од 2010. године, а пре тога је 4 године радила хонорарно. Била је у браку са глумцем Петром Стругаром од 2013. до 2015. године и имају сина Зарија.

## Филмографија
| Год.       | Назив               | Улога              |
| ---------- | ------------------- | ------------------ |
| 2000.      | Солитер             | Ивана              |
| 2007.      | М(ј)ешовити брак    |                    |
| 2007−2008. | Вратиће се роде     | Пикчева девојка    |
| 2009.      | Грех њене мајке     |                    |
| 2013.      | Таторт              | Кармен             |
| 2014.      | Мали Будо           | Медицинска сестра  |
| 2014.      | Темплар: Крв за крв | Вучица Еван        |
| 2015−2016. | Андрија и Анђелка   | Глумица            |
| 2016.      | Синђелићи           | Водитељка          |
| 2018−2022. | Убице мог оца       | Драгана Павловић   |
| 2018−2019. | Шифра Деспот        | Јованка            |
| 2018.      | Жигосани у рекету   | Ацина жена         |
| 2018.      | Корени              | Љубица Чађевић     |
| 2019.      | Нек иде живот       | Директорка фирме   |
| 2020.      | Предстража          | Џаром              |
| 2022.      | Клан                | Слађана            |
| 2022.      | У клинчу            | Мирина клијенткиња |
| 2023.      | Лако је Ралету      | Јелена Опачић      |
| 2024.      | V ефекат            | Соња Машић         |